# Нектар (мифология)
Некта́р (др.-греч. νέκταρ) — напиток богов в древнегреческой мифологии.
Согласно поэме «Одиссея» древнегреческого поэта Гомера, нектар — напиток, который пили боги, амброзия — пища богов. Нектар напоминал красное вино: «Милости просим, войди, чтоб могла тебя угостить я. Так сказавши, поставила стол перед гостем богиня, Полный амврозии; нектар ему замешала багряный». Подобно амброзии, он имел сладостный аромат и давал вечную молодость и бессмертие всем, кто его вкушал.
Согласно большинству версий мифа, нектар разливала Геба, богиня юности, хотя в позднейшей традиции эта роль стала отводиться Ганимеду. Иногда античные авторы называли пищей богов нектар, а напитком — амброзию.
Слово «нектар» этимологически связано с νεκρός «мёртвый»; на этом основании реконструируется мифологическая функция нектара, близкая к «мёртвой воде» русских сказок.